# Finale de la Ligue des champions de l'UEFA 1996-1997
La finale de la Ligue des champions de l'UEFA 1996-1997 est la quarante-deuxième finale de la Ligue des champions de l'UEFA. Elle voit le Borussia Dortmund remporter son premier titre de champion d'Europe. La première demi-heure de la rencontre est effectuée sur un rythme moyen sans occasion franche. Ce sont deux corners, tous deux tirés par Andreas Möller, qui permettent à Karl-Heinz Riedle d'inscrire deux buts en cinq minutes (29e, 34e), mettant les Turinois dans une situation compliquée. Les italiens tirent deux fois sur les montants par Zidane et Vieri.
C'est Alessandro Del Piero qui réduit la marque (64e). Lars Ricken, entré en cours de jeu, marque l'un des plus beaux buts de la compétition, qui scelle la victoire allemande (71e)
Dans ce match, Zinedine Zidane est marqué de près par Paul Lambert, Matthias Sammer et Andreas Möller et ne réussit pas à peser réellement sur la rencontre.

## Parcours des finalistes
Note : dans les résultats ci-dessous, le score du finaliste est toujours donné en premier (D : domicile ; E : extérieur).
| Rang | Équipe             | Pts | J | G | N | P | Bp | Bc | Diff |
| ---- | ------------------ | --- | - | - | - | - | -- | -- | ---- |
| 1    | Atlético de Madrid | 13  | 6 | 4 | 1 | 1 | 12 | 4  | +8   |
| 2    | Borussia Dortmund  | 13  | 6 | 4 | 1 | 1 | 14 | 8  | +6   |
| 3    | Widzew Łódź        | 4   | 6 | 1 | 1 | 4 | 6  | 10 | -4   |
| 4    | Steaua Bucarest    | 4   | 6 | 1 | 1 | 4 | 5  | 15 | -10  |

| Rang | Équipe            | Pts | J | G | N | P | Bp | Bc | Diff |
| ---- | ----------------- | --- | - | - | - | - | -- | -- | ---- |
| 1    | Juventus FC       | 16  | 6 | 5 | 1 | 0 | 11 | 1  | +10  |
| 2    | Manchester United | 9   | 6 | 3 | 0 | 3 | 6  | 3  | +3   |
| 3    | Fenerbahçe SK     | 7   | 6 | 2 | 1 | 3 | 3  | 6  | -3   |
| 4    | Rapid Vienne      | 2   | 6 | 0 | 2 | 4 | 2  | 12 | -10  |

## Match

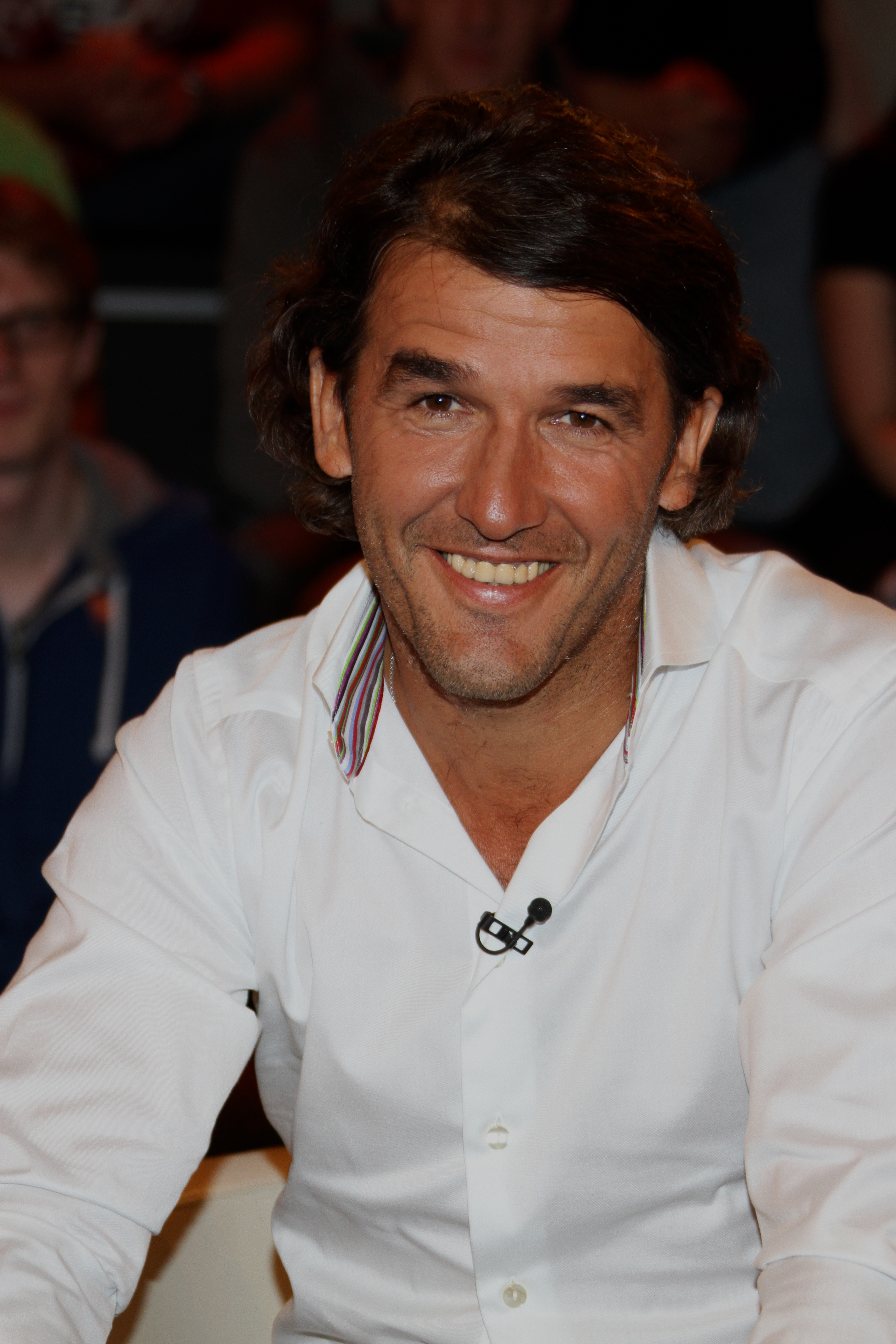
Karl-Heinz Riedle double buteur durant cette finale

| 28 mai 1997  | Borussia Dortmund           | 3 – 1   | Juventus FC   | Olympiastadion, Munich                       |                                              |
| 20 h 30 CEST | Riedle 29e 34e · Ricken 71e | (2 - 0) | 65e Del Piero | Spectateurs : 59 000 Arbitrage : Sándor Puhl | Spectateurs : 59 000 Arbitrage : Sándor Puhl |
| 20 h 30 CEST | Rapport                     |         |               | Spectateurs : 59 000 Arbitrage : Sándor Puhl | Spectateurs : 59 000 Arbitrage : Sándor Puhl |

| Borussia Dortmund | Juventus |

| G               | 1  | Stefan Klos        |     |     |
| D               | 6  | Matthias Sammer    |     |     |
| D               | 15 | Jürgen Kohler      |     |     |
| D               | 16 | Martin Kree        |     |     |
| D               | 7  | Stefan Reuter      |     |     |
| D               | 17 | Jörg Heinrich      |     |     |
| M               | 14 | Paul Lambert       |     |     |
| M               | 19 | Paulo Sousa        | 23e |     |
| M               | 10 | Andreas Möller     |     | 89e |
| A               | 13 | Karl-Heinz Riedle  |     | 67e |
| A               | 9  | Stéphane Chapuisat |     | 70e |
| Remplaçants :   |    |                    |     |     |
| G               | 12 | Wolfgang de Beer   |     |     |
| M               | 8  | Michael Zorc       |     | 89e |
| M               | 18 | Lars Ricken        | 71e | 70e |
| M               | 23 | René Tretschok     |     |     |
| A               | 11 | Heiko Herrlich     |     | 67e |
| Entraîneur :    |    |                    |     |     |
| Ottmar Hitzfeld |    |                    |     |     |

| G              | 1  | Angelo Peruzzi        |     |     |
| D              | 5  | Sergio Porrini        | 19e | 46e |
| D              | 2  | Ciro Ferrara          |     |     |
| D              | 4  | Paolo Montero         |     |     |
| D              | 13 | Mark Iuliano          | 90e |     |
| M              | 14 | Didier Deschamps      |     |     |
| M              | 7  | Angelo Di Livio       |     |     |
| M              | 18 | Vladimir Jugović      |     |     |
| M              | 21 | Zinedine Zidane       |     |     |
| A              | 9  | Alen Bokšić           |     | 87e |
| A              | 15 | Christian Vieri       |     | 71e |
| Remplaçants :  |    |                       |     |     |
| G              | 12 | Michelangelo Rampulla |     |     |
| D              | 22 | Gianluca Pessotto     |     |     |
| M              | 20 | Alessio Tacchinardi   |     | 87e |
| A              | 10 | Alessandro Del Piero  |     | 46e |
| A              | 16 | Nicola Amoruso        |     | 71e |
| Entraîneur :   |    |                       |     |     |
| Marcello Lippi |    |                       |     |     |

| Arbitres assistants : László Hamar Imre Bozóky Quatrième arbitre : Attila Juhos |